# 奧馬爾·貝爾侯切
奧馬爾·貝爾侯切（Omar Belhouchet，1954年2月9日—）是一位被政府控訴了多次的阿爾及利亞記者，他於1990年隨同另外19位同事離開政府擁有的報紙，創立了日報《国家报》。

## 記者生涯
貝爾侯切於阿爾及爾大學畢業並獲頒經濟學學士學位後不久，便加入了政府擁有的《聖戰士》報社。於1990年，貝爾侯切隨同另外19個同事離開了《聖戰士》，並獨自創立了《國家》報社。
在一次保護記者委員會的訪問中，貝爾侯切指出自己在1993年至1997年期間，總共面對了30次由阿爾及利亞官員發起的法律行動，部份法律行動更令貝爾侯切每周出庭三次。貝爾侯切亦指出自己總共被伊斯蘭激進份子恐嚇了逾100次，且兩度險遭殺手暗殺。其中一次暗殺發生於1993年。當時，貝爾侯切正駕駛著汽車接送自己的子女回校，有一位拿著步槍殺手便向貝爾侯切的汽車射擊。貝爾侯切因及時伏下及踏下油門，才能避過子彈。這些暗殺事件均與伊斯蘭激進分子有關。
於1997年，《國家》發佈了一份關於司法部長穆罕默德·阿達米任期內32名窒息死亡的囚犯的研究報告。幾個星期後，阿達米辭職了。同年11月，貝爾侯切被以“損害政府機關”罪名判處一年有期徒刑。於2006年，貝爾侯切抗議政府因伊斯蘭主義者的抗議而禁止阿爾及利亞電視台播放節目《明星學院》，並說：「今天，他們禁播電視節目。明天，他們將以伊斯蘭的名義把人民洗腦」。
於2008年，貝爾侯切和《國家》記者薩利馬被控詐騙，最終被判入獄三個月。國際記者聯盟發表了一份新聞稿，抗議此判決是「另一次透過司法干預調查性新聞的嘗試」。於2009年，無國界記者抗議當地司法警察在幾個星期中14次傳召他進行審訊。

## 國際認可
貝爾侯切的維權行動獲得讚賞，並因此獲頒多個獎項，及獲多個國際維護新聞自由組織的支持。於1993年，貝爾侯切獲保護記者委員會頒發国际新闻自由奖。於1994年，貝爾侯切獲國際報紙出版商聯盟頒發年度新聞自由獎。貝爾侯切亦獲頒馬格里布自由獎和世界報業協會的自由新闻金笔奖。於1997年，貝爾侯切獲頒羅布·貝克紀念獎，並於翌年獲頒弗里德里希·艾伯特基金會人權獎。於2000年，國際新聞協會把他列為世界新聞自由英雄之一。
當聯合國教科文組織總幹事費德里科·馬約爾抗議阿爾及利亞政府拘捕貝爾侯切時，他亦把貝爾侯切稱為「一位因獻身於新聞自由和專業而聞名的記者」。